# Rodopoli
Rodopoli  este un oraș în Grecia în prefectura Attica.